# Schloss Offenberg

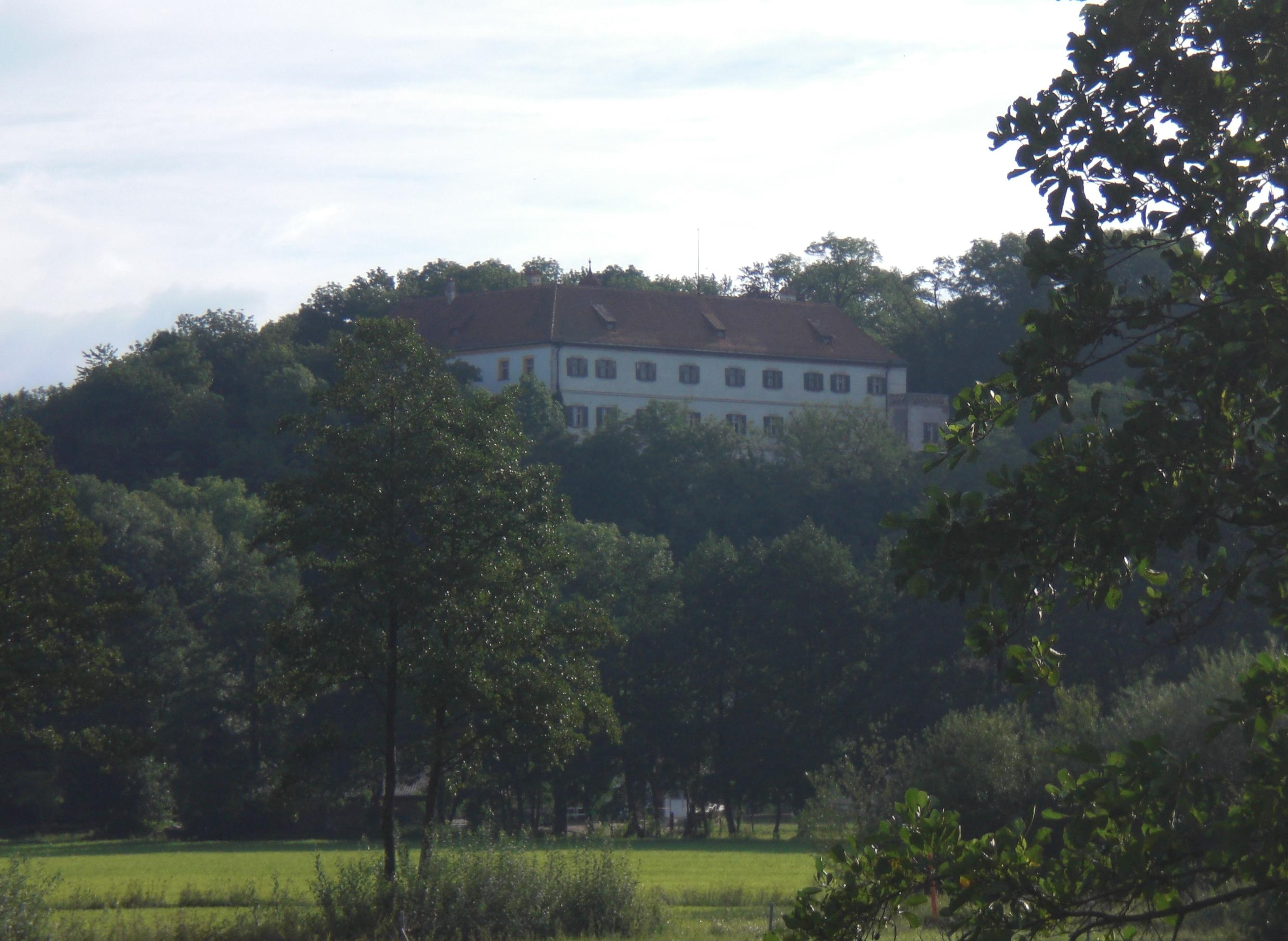
Schloss Offenberg, von Süden aus gesehen

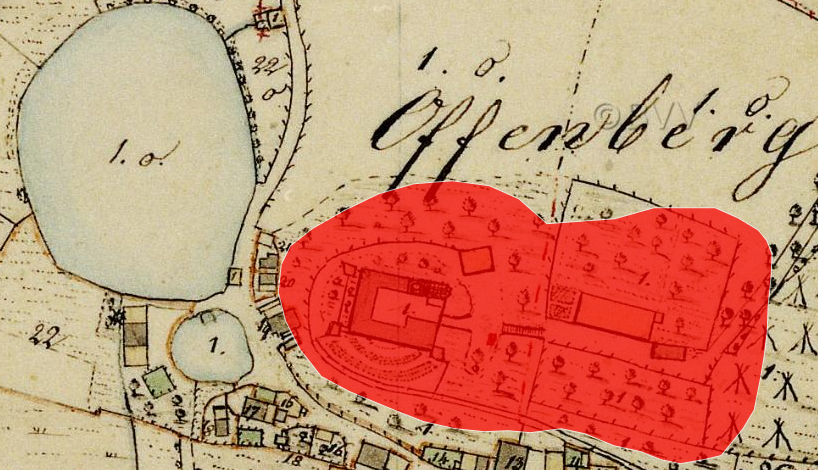
Lageplan von Schloss Offenberg auf dem Urkataster von Bayern

Das Schloss Offenberg steht im niederbayerischen Offenberg im Landkreis Deggendorf auf einem 346 Meter hohen Ausläufer des bayerischen Waldes, der sich 50 Meter über der Umgebung abhebt. Die Donau ist im Süden etwa zwei Kilometer entfernt.

## Beschreibung
Die steile Hanglage nach Westen und Süden, die zwei breiten Gräben, die Außentürme und Ringanlagen weisen darauf hin, dass die Anlage ursprünglich als Wehrbau konzipiert war. Heute erhebt sich hier eine dreigeschossige barocke Dreiflügelanlage mit Stuckgliederung, die von dem Stadtmaurermeister von Deggendorf, Ulrich Stöckl, Ende des 17. Jahrhunderts über einem spätmittelalterlichen Kern errichtet wurde. Zu der Anlage gehört die Schlosskapelle St. Georg, ein kleiner barocker Saalraum mit Dachreiter, der 1699 geweiht wurde. 1814 und 1834 erfolgt ein Neubau der beiden Brücken über die Halsgräben, die nun komplett aus Stein gebaut sind. 1911 wird der Südflügel umgestaltet und erweitert, einschließlich der beiden ihn begrenzenden Türme.

## Geschichte

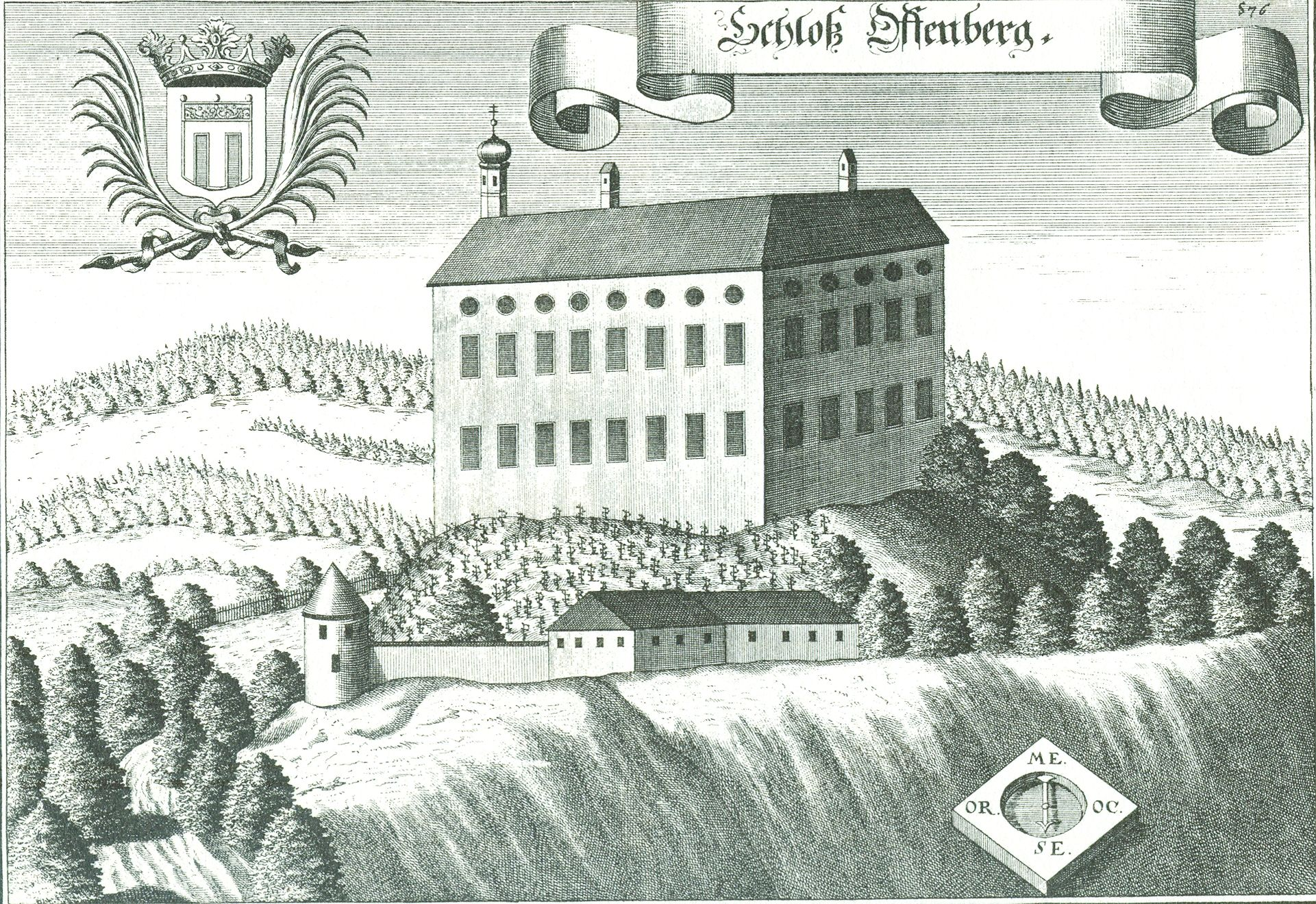
Schloss Offenberg nach einem Stich von Michael Wening von 1721

Die Geschichte des Schlosses und seiner Schlossherren lässt sich bis in die Mitte des 14. Jahrhunderts zurückverfolgen. Vermutlich war dieses anfangs eine Burg von Ministerialen der Grafen von Bogen. Ein Pernger als Herr von Offenberg wurde erstmals 1325 erwähnt. 1340 wurde das zum herzoglichen Lehen gewordene Offenberg an Protzko Ritter von Wolfsberg verpfändet. Um 1400 war Offenberg im Besitz der der Ecker von Egg, aber bereits 1402 stand es im Eigentum der Herrn von Nußberg. 1438 kam der Besitz auf dem Kaufweg an Jörg von Sattelbogen, 1483 folgten die Herren von Thannberg. 1623 folgten durch Heirat die Grafen von Spaur und 1653 ebenfalls durch Heirat David von Sarntheim. Aufgrund des Desinteresses der in Bozen lebenden Eigentümer trat in der Folge ein bedrohlicher Verfall des Schlosses ein.
1683 erhielt Graf Anton von Montfort auf dem Erbweg das Schloss. Bis 1724 war er Inhaber der Hofmark Offenberg. Ab 1700 erhielt das Schloss durch ihn seine heutige dreiflügelige Gestalt als barockisierte Dreiflügelanlage mit Arkadeninnenhof und einer Schlosskapelle sowie zwei ehemaligen Zugbrücken und Gräben. 1750 kam es an die Reichsgrafen von Königsfeld und 1802 an Johann von Pronath. Über Hyazinthe Freiin von Pronath kam es 1838 an ihren Gemahl Graf Philipp von Hundt zu Lautterbach, dann 1875 an Karl Freiherr von Eichtal und wurde 1900 an den Ferdinand von Arco-Zinneberg verkauft. 1910 wurde das Schloss von der Grafenfamilie Bray-Steinburg erworben. 1987 folgte im Erbgang die Familie von Loebbecke. 1998 erwarben Hans Rainer und Ingrid Buchmüller das Anwesen.
Das im Privatbesitz befindliche Schloss wird auch für kulturelle Zwecke und Veranstaltungen genutzt, unter anderem von der Europäischen Akademie für Kultur- und Gesellschaftsfragen.

## Bodendenkmal
Die Anlage wird als Bodendenkmal unter der Aktennummer D-2-7143-0056 im Bayernatlas als „untertägige mittelalterliche und frühneuzeitliche Befunde im Bereich des Schlosses Offenberg“ geführt. Ebenso wird sie unter dem Aktenzeichen D-2-71-140-1 als denkmalgeschütztes Objekt der Gemeine Offenberg genannt.